# Оякодон
Оякодон (яп. 親子丼) — страва японської кухні донбурі-типу, що являє собою смажену шматочками курку, перемішану з яйцем, цибулею та зеленню (іноді ще додається горошок чи трохи інших овочів), поданій у чаші з вареним рисом. Страву винайшли в токійському ресторані Tamahide в 1891 році. Страва стала популярною і зараз її можна скуштувати у ресторанах та кафе по всій Японії, має регіональні варіації.

## Назва
Назва оякудон складається з двох частин:
- ояко (яп. 親子), що означає батьки (в оригіналі японською мовою це слово в однині) та дитина. Ця назва була вибрана, адже в страві використовується і курка, і яйце;
- дон (яп. 丼), що є першим складом слова домбурі, і означає чашу з вареним рисом і блюдом на ньому.

## Галерея

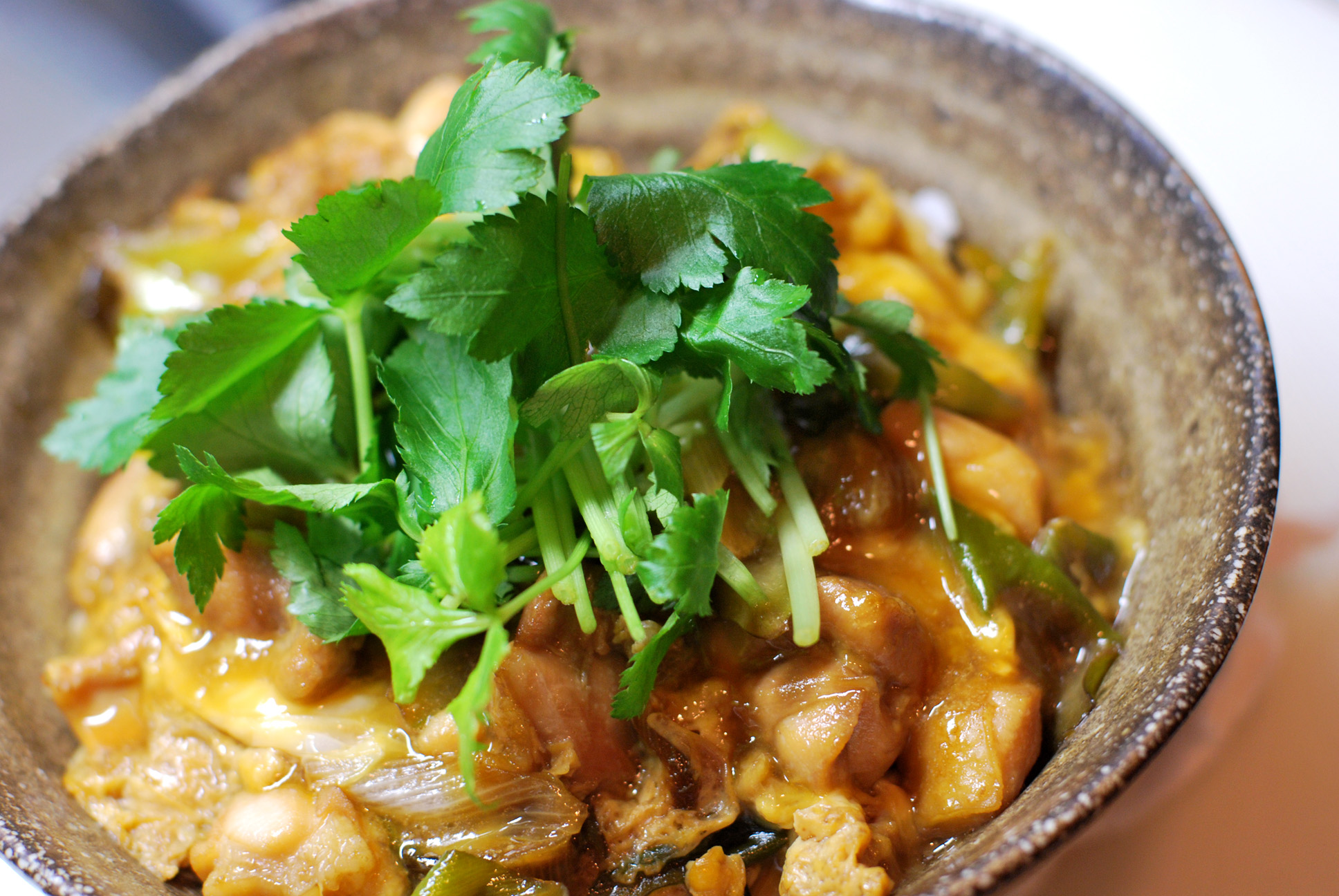
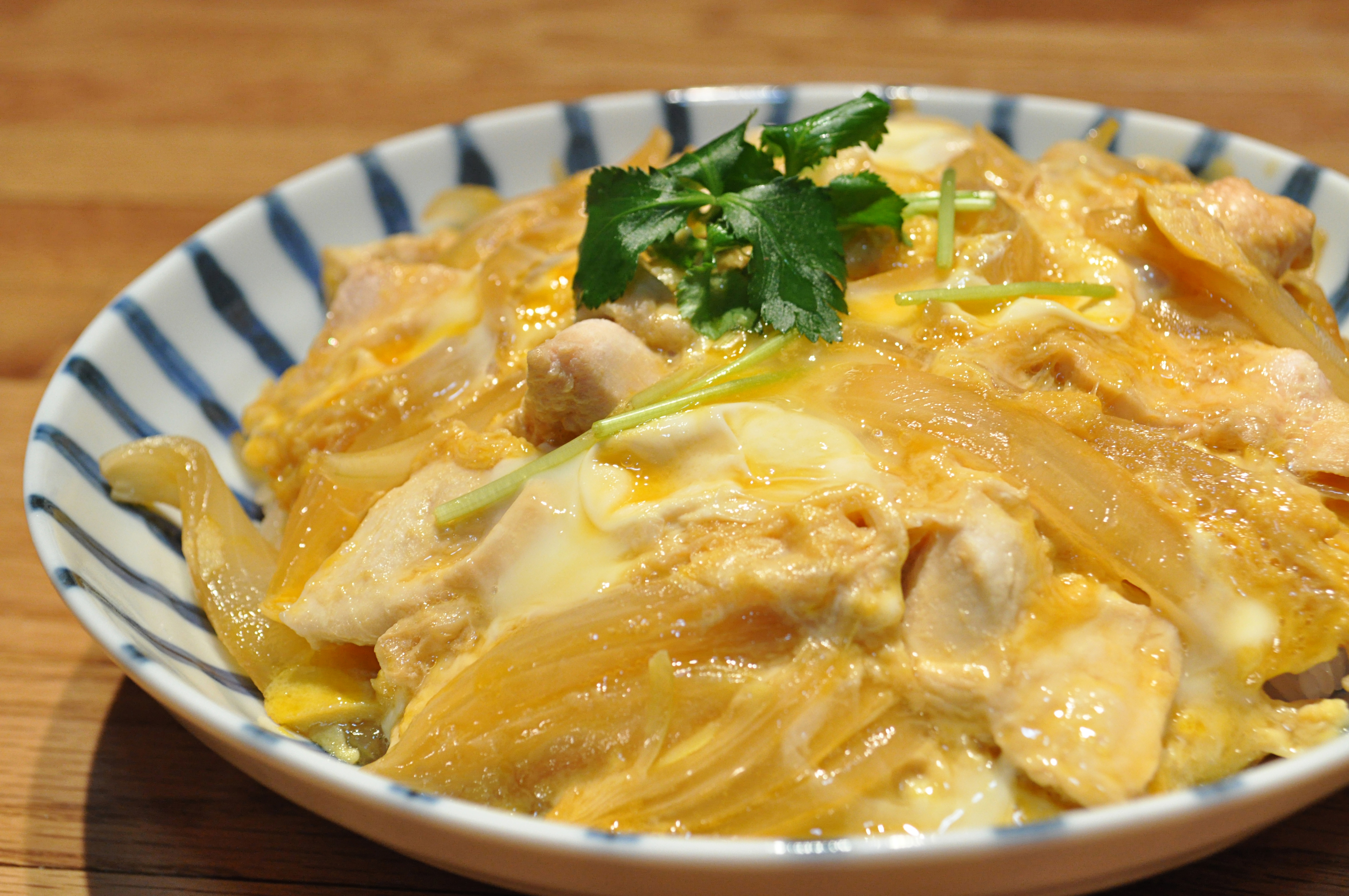
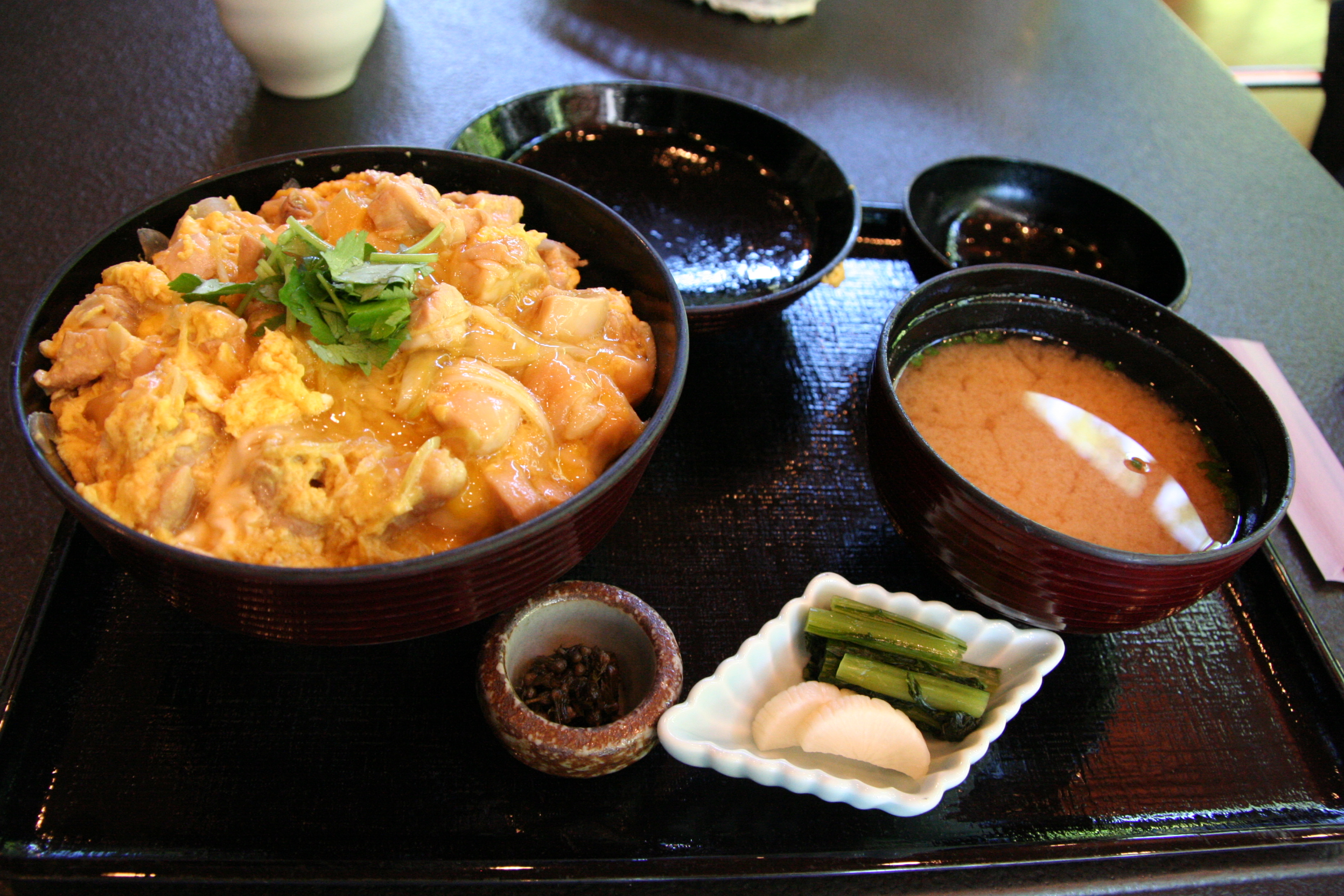